# Ghiacciaio Leverett
Il ghiacciaio Leverett (in inglese Leverett Glacier) è un ghiacciaio lungo circa 90 km e largo da 6 a 7, situato nell'entroterra della costa di Saunders, nella parte occidentale della Terra di Marie Byrd, in Antartide. Il ghiacciaio, il cui punto più alto si trova a più di 2.000 m s.l.m., fluisce in direzione nord partendo dalla scarpata Watson e scorrendo tra l'altopiano California e l'altopiano Stanford, per poi virare verso ovest-nord-ovest, scorrere tra le montagne di Tapley e le montagne di Harold Byrd e andare infine ad alimentare la barriera di Ross, poco a est del ghiacciaio Scott.

## Storia
Il ghiacciaio Leverett fu scoperto nel dicembre 1929 durante la prima spedizione antartica al comando dell'ammiraglio Richard Evelyn Byrd e in particolare dal reparto geologico di questa, comandato da Laurence Gould, che lo battezzò così in onore di Frank Leverett, un famoso geologo dell'Università del Michigan nonché vera e propria autorità nel campo della geologia glaciale.
Oggi il ghiacciaio Leverett è la parte che attraversa le Montagne Transantartiche del percorso chiamato "autostrada McMurdo – Polo Sud", un percorso utilizzato per i rifornimenti che connette la stazione McMurdo alla base Amundsen-Scott.